# Tygrys (rzeka)
Tygrys (gr. Τίγρης Tígrēs lub Τίγρις Tígris, arab. دجلة, Nahr Dijlah) – obok Eufratu jedna z dwóch największych rzek Mezopotamii.

## Opis
Rzeka wypływa z gór Taurusu Wschodniego położonych w Turcji i przepływa przez Syrię (40 km odcinek graniczny) oraz Irak, w dolnym biegu łącząc się z Eufratem w okolicach Al Qurnah i formując rzekę Szatt al-Arab, która wpada do Zatoki Perskiej. Długość Tygrysu wynosi 1900 km, a powierzchnia dorzecza 375 tys. km². Na zachodnim brzegu Tygrysu leży stolica Iraku, Bagdad. Najważniejsze dopływy to Duży Zab, Mały Zab, Dijala (wszystkie lewe). Normalnie żeglowny jest od Bagdadu, a w trakcie wysokiego stanu wód od Mosulu w północnym Iraku.

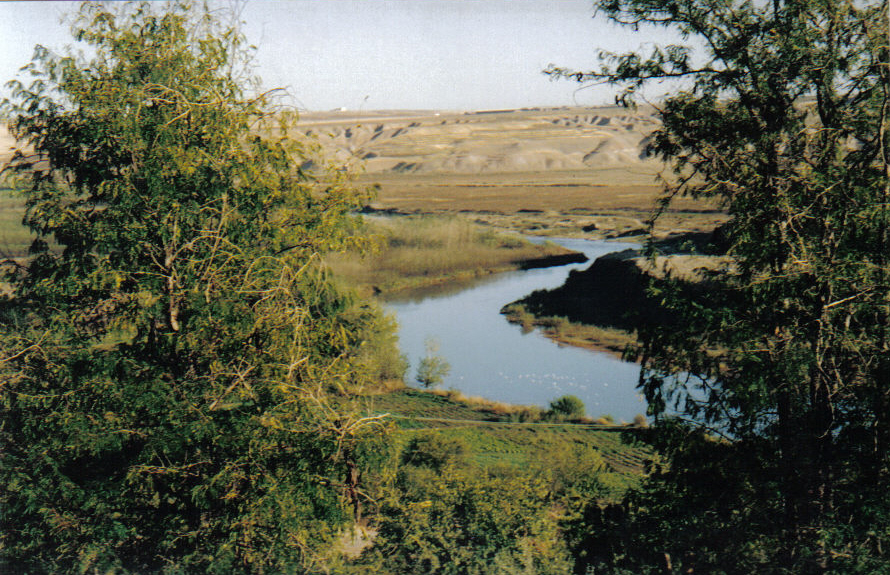
Tygrys w okolicach Diyarbakır

Tygrys jest od Eufratu szybszy, głębszy i skłonny do gwałtowniejszych wylewów w okresie wiosny, od lutego do maja, gdy w górach topnieją śniegi, a także jesienią. Wykopaliska świadczą o tym, że rzeki wylewały już w starożytności. Żyzność dolin Tygrysu i Eufratu sprawiła, że stały się one kolebką cywilizacji. Ludność nauczyła się sztuki irygacji, a żeglowność miała znaczenie dla rozwoju handlu, państwowości i religii. Wokół Tygrysu usytuowane są takie krainy historyczne jak Asyria, Akad, Elam, Sumer. Wzdłuż rzeki odkryto takie starożytne miasta jak: Maltai, Niniwa, Kalchu, Aszur, Samarra.
Zbudowany w latach 50. XX wieku zbiornik retencyjny pozwolił ograniczyć niebezpieczeństwa związane z wylewami.
W styczniu 2017 poinformowano o wysokim zagrożeniu zawalenia się tamy na Tygrysie, na wysokości Mosulu. Zawalenie tej tamy stanowi zagrożenie życia około 1,5 miliona osób.

## Tygrys w Biblii
Stary Testament wspomina o Tygrysie jako o jednej z czterech rzek Edenu (Rdz 2,14), występuje tam pod imieniem Chiddekel (nazwa rzeki w języku hebrajskim biblijnym).